# 25365 Bernreuter
A 25365 Bernreuter (ideiglenes jelöléssel 1999 TC27) a Naprendszer kisbolygóövében található aszteroida. A LINEAR projekt keretében fedezték fel 1999. október 3-án.